# فیبی بوفی
فیبی بوفی-هنیگان (انگلیسی: Phoebe Buffay-Hannigan) شخصیتی تخیلی در مجموعه تلویزیونی سیتکام فرندز است که توسط لیسا کودرو بازی شده است. لیسا کودرو برای بازی در این نقش نامزد یک جایزه گلدن گلوب و برنده چندین جایزه از جمله جایزه امی ساعات پربیننده، جایزه انجمن بازیگران فیلم، جایزه ستلایت و جایزه کمدی آمریکا شده است. در سال ۲۰۰۸ مجله انترتینمنت ویکلی شخصیت فیبی بوفی را بهترین اجرای لیسا کودرو اعلام کرد.

## شرح شخصیت در سریالفرندز
او ماساژوری عجیب و غریب است که موسیقی را هم به صورت خودآموز یاد گرفته. او گیاه‌خوار است و همچنین با مادرش در نیویورک زندگی می‌کرده تا این که مادرش خودکشی می‌کند و فیبی بی‌خانمان می‌شود. او خودش ترانه می‌نویسد و با گیتار اجرا می‌کند. او یک آهنگ به نام گربه بوگندو سروده که همواره و همه‌جا می‌خواند و می‌کوشد آهنگش را یاد دیگران دهد و میان دیگران شناخته‌شده کند، همچنین او یک خواهر دوقلوی شرور به نام اورسلا دارد، که مانند فیبی عجیب و غریب است اما بر خلاف او خودخواه و مغرور است. رفتار فیبی معصومانه و کودکانه است. او همچنین از خودکشی مادرش و کودکی سختش برای به دست آوردن هم‌دردی دیگران سوءاستفاده می‌کند. فیبی سه رابطه جدی در سریال دارد: گری (پلیس) در فصل پنج، مایک هنیگان در فصل نه و ده و دیوید در فصل ۱۰. بعد از این که دیوید برای انجام کار تحقیقاتی به مینسک می‌رود رابطه‌شان به پایان می‌رسد. البته او در مواقع مختلف به نیویورک برمی‌گردد و دوباره پیش هم برمی‌گردند. تا این که در فصل نه هم مایک و هم دیوید از او خواستگاری می‌کنند و فیبی درخواست دیوید را رد می‌کند و در فصل ده با مایک ازدواج می‌کند.